# Geodis Park
El Geodis Park originalmente Nashville Fairgrounds Stadium, es un estadio de fútbol ubicado en la ciudad de Nashville, Tennessee, Estados Unidos. Es el campo del Nashville SC, equipo de la Major League Soccer (MLS). Fue inaugurado el 1 de mayo de 2022, en un partido en que Nashville SC recibió a Philadelphia Union. Posee una capacidad de 30.000 asientos.

## Historia
En diciembre de 2016, la ciudad de Nashville fue elegida como uno de los diez candidatos potenciales para la obtención de un equipo de expansión de la Major League Soccer, y la Legislatura de Tennessee propuso un proyecto de ley para ayudar a financiar un nuevo estadio de fútbol en Nashville el 17 de diciembre de 2016.
Como parte de la asociación público-privada, la alcaldesa Megan Barry prometió dar "10 acres de terrenos de feria propiedad de la ciudad para un desarrollo de uso mixto junto al estadio" a los desarrolladores, incluido Ingram. El Consejo Metropolitano de Nashville y el condado de Davidson aprobó $25 millones en 2018, y la oficina del alcalde David Briley aprobó directamente $5 millones adicionales "de un fondo de contingencia de 2017" sin la aprobación del consejo en febrero de 2019, para un total de $37,6 millones.
El estadio es parte de un proyecto de reurbanización en el recinto ferial que también incluye un espacio para eventos Expo reubicado, nuevos edificios comerciales y residenciales de uso mixto y el renovado óvalo de carreras Nashville Fairgrounds Speedway capaz de albergar eventos de la NASCAR Cup Series.
Para febrero de 2019, su construcción se había retrasado y su presupuesto había aumentado. El constructor original, Ely Concrete, abandonó el proyecto y fue reemplazado por TRC Construction Services. Para agosto de 2019, se esperaba que la construcción costara "entre $325 millones y $345 millones", o "entre $50 millones y $70 millones más que las estimaciones iniciales", para ser cubierta por el multimillonario Ingram y otros inversores, no los contribuyentes.
Originalmente, se suponía que Nashville SC comenzaría a jugar en el estadio en 2020, pero en 2019 las obras se retrasarían hasta el año 2022.

### Trato revisado del estadio y construcción
El 13 de febrero de 2020, se modificaron los acuerdos del acuerdo del estadio para permitir que comenzara la construcción en el sitio. Este acuerdo enmendado, un acuerdo alcanzado por el alcalde de Nashville John Cooper y el propietario principal del club, John R. Ingram, declaró que el equipo financiaría el 100% de los costos de construcción del estadio en el sitio de Fairgrounds. Esto se lograría mediante pagos de arrendamiento del estadio, inversiones en efectivo e ingresos recaudados de los asistentes a los eventos en el estadio. Además del acuerdo antes mencionado del equipo, Nashville SC también se comprometió a pagar la infraestructura en el área inmediata alrededor del estadio, cuyo costo se estima en $19 millones. El equipo pagará $35 millones en pagos de arrendamiento. En total, el equipo acordó un total de $54 millones en pagos adicionales.
Además de los acuerdos monetarios antes mencionados del trato, el equipo y la ciudad llegaron a un acuerdo sobre la parcela de tierra titulada 8C que tiene un tamaño de aproximadamente 2.4 acres y está ubicada entre el estadio y el Fairgrounds Speedway. Esta parcela de tierra es lo que prohibió llegar a un acuerdo antes del 13 de febrero de 2020. El alcalde Cooper quería que el equipo renunciara a esta parcela de tierra y, en respuesta a una carta de John Ingram, Cooper describió la parcela 8C diciendo: "El espacio público que une dos estadios de 30.000 asientos tiene el potencial de convertirse en uno de los más importantes de Nashville. El diseño y la ejecución cuidadosos son esenciales para que el sitio funcione para dos grandes lugares públicos: apoyo a la circulación, la seguridad, el escenario y el acceso". En última instancia, el acuerdo alcanzado entre la ciudad y el equipo el 13 de febrero establece que el terreno se convertiría en una plaza abierta de uso mixto que permitirá espacio para futuras actividades y usos de Fairgrounds y Speedway.
El 16 de marzo de 2020 se inició la demolición del recinto ferial. El 9 de abril de 2020, Ian Ayre publicó una carta abierta a los fanáticos en la que afirma que la demolición en el sitio está "progresando de manera constante y oportuna". Ayre también afirmó que el equipo había completado los documentos de construcción y que la finalización esperada la fecha para el estadio es a mediados de mayo de 2022.
El 10 de marzo de 2022, Geodis y Nashville SC anunciaron un acuerdo de derechos de nombre "a largo plazo" para el nuevo estadio. Geodis es una empresa francesa especializada en transporte y logística, cuya sede norteamericana se encuentra en Brentwood, en las afueras de Nashville.
El estadio es inaugurado el domingo 1 de mayo de 2022, la ceremonia de inauguración comenzó con la presentación del guitarrista Tommy Shaw de la banda de rock Styx. El partido inaugural enfrentó al Nashville SC y al Philadelphia Union, en un encuentro validó por la jornada 9 de la Major League Soccer 2022 frente a 30.109 personas. El marcador final fue un empate 1-1, el primer gol fue convertido por el jugador Mikael Uhre de Philadelphia.

## Demandas
En noviembre de 2017, Metro Nashville fue demandado por un grupo llamado Save Our Fairgrounds sobre la base de que la construcción podría interrumpir la Feria Estatal de Tennessee, el Nashville Flea Market y las Fairgrounds Speedway. La demanda fue desestimada por la canciller Ellen Hobbs Lyle en diciembre de 2017. El despido fue anulado por la Corte de Apelaciones de Tennessee en julio de 2019 para abordar los "deberes de la Junta de Ferias y su capacidad para recaudar impuestos sobre las actividades del recinto ferial".
En enero de 2019, la Tennessee State Fair Association (TSFA), presidida por el congresista republicano John Rose, presentó una segunda demanda contra el gobierno metropolitano de Nashville y el condado de Davidson. Según ''The Tennessean'', la demanda sostenía que la construcción del estadio no "dejó suficiente espacio y estructuras para la feria estatal, que es un uso protegido en la Carta del Metro". La demanda fue desestimada por la misma jueza, Ellen Hobbs Lyle, unos días después. La TSFA planeó llevar el caso a la Corte Suprema de Tennessee, pero el 19 de febrero de 2019 decidieron llegar a un acuerdo extrajudicial y esperar una reunión con el Consejo Metropolitano.

## Diseño
El estadio fue diseñado por Populous, una firma en Kansas City que también había diseñado lugares para otros clubes de la MLS. La instalación tiene capacidad para 30.000 personas, lo que la convierte en el estadio específico para fútbol más grande de los Estados Unidos o Canadá. Incluye seis salones, dos docenas de palcos y una puerta de entrada dedicada para el grupo de seguidores que se ubicará en el lado norte.